# 阿德里安·古尼諾
阿德里安·古尼諾（西班牙語：Adrián Gunino；1989年3月3日—）是一位烏拉圭足球運動員。在場上的位置是右後衛。他現在效力於西班牙足球乙級聯賽球隊科爾多瓦足球俱樂部。他首次參加西甲賽事是在2014年8月25日。